# Scilla verna
Scilla verna Huds. es una especie de plantas de la familia Asparagaceae.

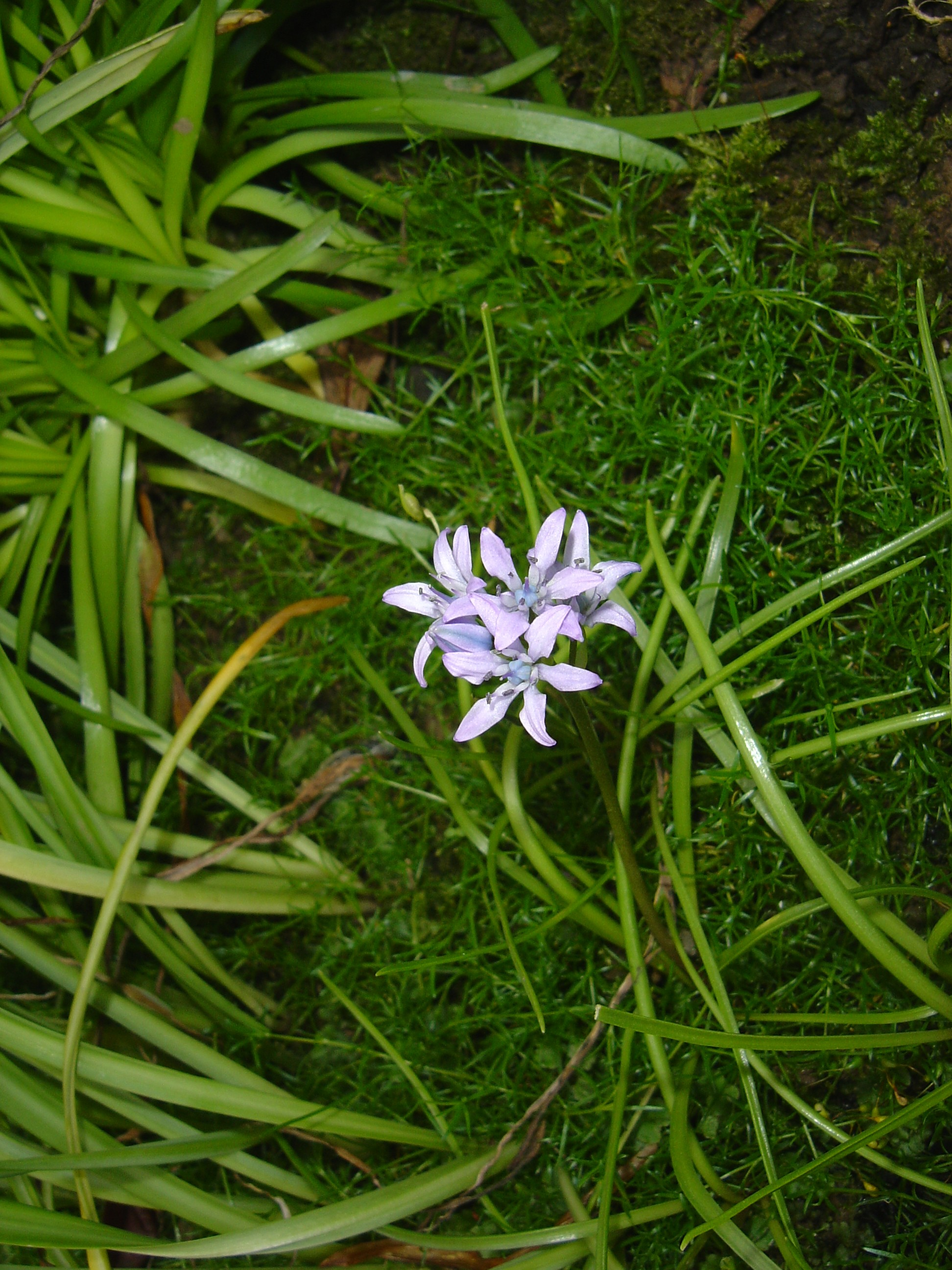
Vista de la planta

## Distribución
Es nativa de Europa occidental, del género Scilla. La planta aparece desde Portugal hacia el norte, España, Francia, Gran Bretaña e Irlanda llegando hasta las Islas Feroe  y Noruega.

## Descripción
Tiene las hojas romas y cóncavas, de hasta 20 cm de largo, brotan antes que las cabezuelas, de 6 a 12 flores azuladas. Las cabezuelas florales no son tan altas como las hojas, pero estas se arquean alejándose de las flores, por lo que estas se muestran bien.

## Taxonomía
Scilla verna fue descrito por Carlos Linneo  y publicado en Species Plantarum 1: 307. 1753.
Citología
Número de cromosomas de Scilla verna (Fam. Liliaceae) y táxones infraespecíficos: 2n=20
Sinonimia
- Oncostema umbellata (Ramond) Speta
- Oncostema verna (Huds.) Speta
- Petranthe verna (Huds.) Salisb.
- Scilla alliifolia Lapeyr.
- Scilla pratensis Berger ex Schult. & Schult.f.
- Scilla umbellata Ramond
- Scilla vernalis Salisb.
- Stellaris verna (Huds.) Bubani
- Tractema umbellata (Ramond) Speta
- Tractema verna (Huds.) Speta[3][4][5]

## Nombres comunes
- Castellano: cebolla albarrana, escila de primavera.[6]